# 腺角蟾
腺角蟾（学名：Xenophrys glandulosa）也称腺异角蟾，一种分布于印度东北部、缅甸北部、不丹东部及中国云南等地区的两栖动物，隶属于角蟾科异角蟾属。模式产地为中国云南景东无量山。

## 形态特征
腺角蟾雄蟾体长76～81毫米，雌蟾体长77～100毫米。身体皮肤光滑，身体背部呈棕褐或棕灰色，肩部上方多有“V”形细肤棱，两眼间有褐黑色三角斑；后肢有3～4条棕褐色横纹。腹部及股部腹面黄白色，满布深色斑块；咽喉部有灰色细麻斑。

## 保护
本种于2023年被收录入《有重要生态、科学、社会价值的陆生野生动物名录》。